# John Wood (homme politique, 1798-1880)
Pour les articles homonymes, voir John Wood et Wood.
John Wood né le 20 décembre 1798 à Sempronius et décédé le 11 juin 1880 à Quincy, est un homme politique américain qui est gouverneur de l'Illinois. 

## Source
- (en) Cet article est partiellement ou en totalité issu de l’article de Wikipédia en anglais intitulé « John Wood (governor) » (voir la liste des auteurs).